# TeleAragua
TeleAragua (más conocida con nombre público como Televisión de Aragua y anteriormente conocido como Color TV y Canal Aragua) es un canal de televisión abierta regional venezolano que emite desde Maracay. Fue fundado por el empresario Esteban Trapiello. La emisora formaba parte de la cadena TVR compuesta por otros 5 canales regionales venezolanos hasta 2015.

## Historia
Antes de ser TeleAragua, la planta fue llamada Color TV y Canal Aragua, y su sede estaba ubicada en la urbanización El Hipódromo. Su espacio era reducido y las condiciones no eran las más idóneas para trabajar, pues incluso el personal también era poco para la gran cantidad de tareas. Se funda TeleAragua y el personal fue mudado al antiguo Hotel Jardín, donde operan actualmente.
En diciembre de 2019, el canal fue agregado a la grilla de CANTV Satelital con cobertura nacional.

## Programación
La programación de TeleAragua se basa en programas de producción local, y así programas del Gobierno Venezolano como: Con Maduro +, Con El Mazo Dando, etc. Y así programas de entretenimiento como caricaturas, series y películas.

## Servicios Informativos
Es Noticia es un servicio informativo que se transmite a través de TeleAragua, también en Aragüeña 99.5 FM y las 16 emisoras pertenecientes al Sistema Aragüeño de Comunicación Popular, se transmite de lunes a viernes en vivo a las 12:00 p. m., con repetición de lunes a viernes a las 7:00 p. m. y de martes a viernes a las 6:00 a. m., en donde se emite las noticias locales, nacionales, internacionales, deportes y entrevistas, incluidos los avance informativos (que se transmite en vivo de lunes a viernes a las 3:00 p. m.)

## Disponibilidad

### Señal Abierta
TeleAragua transmite de forma analógica por televisión terrestre en todo el Estado Aragua, en el canal 65 de la banda UHF, y también en todo el Estado Carabobo, en el canal 66 de la banda UHF.

### Televisión de Paga
TeleAragua también transmite a través de las operadoras de pago: en todo el Estado Aragua a través de Inter (canal 16 y canal 47 señal digital), NetUno tanto en Aragua como en Carabobo (canal 07 y canal 139 señal satelital) y en NetUno Go. En los 18 municipios del Estado Aragua, MAXTV (canal 14), Cablenet (canal 15), Cable Hogar (canal 09), Costa de Oro TV (canal 08), Cable Visión (canal 05), Magnavisión (canal 36), Sud Visión (canal 06), SuperCable (canal 55), Cablepar (canal 13), Cable Sur (canal 02) y Cable Millennium (canal 09).

### Señal en Línea
TeleAragua dispone una señal en directo a través de la página web oficial (telearagua.net/envivo) que emite en toda Venezuela si vives fuera en el Estado Aragua o en el Estado Carabobo.

## Servicios relacionados

### Estaciones hermanas actuales

#### Aragüeña 99.5 FM
Aragüeña 99.5 FM (anteriormente como Color 99.5 FM) es una estación radial venezolana ubicada en el 99.5 MHz del dial FM en Maracay e inició sus transmisiones en el año 2010. Su programación es generalista, con programas informativos, culturales y musicales, incluyendo boletines informativos.

### Periódicos y Diarios

#### Ciudad MCY
Ciudad MCY es un diario regional-estadal de Venezuela que se edita en Maracay, Estado Aragua. Tiene formato estándar y está conformado por cuatro cuerpos en color. También posee una página web y redes sociales.

## Eslóganes
- Yo lo veo por TeleAragua (2015-2019)
- Televisión con valores (2015-2019)
- Creamos Contigo (2019-presente)